# Jesús de la Serna
Jesús de la Serna Gutiérrez-Répide (Santander, 18 de juny de 1926 - Madrid, 5 de setembre de 2013) va ser un periodista espanyol.

## Biografia
De la Serna va néixer a la ciutat de Santander l'any 1926. El seu pare, Víctor de la Serna, també era periodista i la seva àvia, Concha Espina, novel·lista. En els anys cinquanta va començar a exercir la professió del seu pare. En els seus inicis, va ser redactor en cap de la revista Teresa, i va passar a ocupar el mateix lloc al diari Pueblo. Posteriorment, va ser nomenat director del diari Informaciones. El 1979, es va unir al Grup PRISA per exercir la funció d'assessor de publicacions. Dos anys més tard, el 1981, va ser nomenat sotsdirector del diari El País. A més, fins a 1989, es va encarregar de diferents departaments d'aquest diari.
El 1989, es va convertir en el director de la Fundació Escola de Periodisme de la Universitat Autònoma de Madrid. Va deixar aquest lloc el 1991 per tornar a exercir la tasca de defensor del lector d'El País.
Així mateix, va ser el vicepresident de l'Associació de la Premsa de Madrid sota la presidència de Luis Apostua. Entre març i octubre de l'any 1982 va presidir aquesta associació de forma interina en substitució d'Apostua i de manera efectiva durant aproximadament set anys, entre el 25 de novembre de 1992 i el juny de 1999.
Va morir el 5 de setembre de 2013 a Madrid, als 87 anys, després d'una llarga malaltia.

## Premis i reconeixements
L'abril de 2013 se li va concedir el premi Ortega y Gasset a la trajectòria professional. El jurat que va decidir el guanyador d'aquest premi va ressaltar «el seu treball perquè el periodisme portés Espanya cap a la modernitat, així com la seva tasca de mestre, exemple i referència que suposa per a generacions de periodistes». En la qual seria una de les seves últimes aparicions públiques, tots els directors del diari El País des de la seva fundació li van atorgar un reconeixement en el seu domicili de la capital madrilenya.